# Las leonas
Las leonas è un film documentario del 2022 diretto da Isabel Achaval e Chiara Bondi.
Il film, prodotto da Nanni Moretti per Sacher Film, è stato presentato alle Giornate degli autori, sezioni Notti Veneziane, durante la 79ª Mostra internazionale d'arte cinematografica di Venezia.

## Trama
Il documentario è incentrato su un torneo amatoriale di calcio a 8 femminile che si disputa nel campo Vis Aurelia di Roma. Le squadre partecipanti sono formate da donne straniere, in prevalenza sudamericane, accomunate da esperienze di vita difficile e dalla voglia di riscatto sociale, che viene perseguito tramite la passione per il calcio.

## Incassi
Il documentario ha registrato al box office un incasso di 37,6 mila euro.

## Riconoscimenti
- 2023 – Nastro d'argento, Premio speciale per la categoria Cinema reale (documentario) [5]